# Tour de Flandes 1988
El Tour de Flandes 1988, la 72.ª edición de esta clásica ciclista belga. Se disputó el 3 de abril de 1988. El vencedor final fue el belga Eddy Planckaert ganó en el esprint a su compañero de fuga Phil Anderson, unos segundos por delante de un grupo encabezado por Adrie van der Poel.

## Clasificación General
| Posición | Ciclista            | Equipo                        | Tiempo     |
| -------- | ------------------- | ----------------------------- | ---------- |
| 1        | Eddy Planckaert     | AD Renting                    | 7h 27' 28" |
| 2        | Phil Anderson       | TVM-Van Schilt-Adesital-Zullo | m. t.      |
| 3        | Adrie van der Poel  | PDM-Ultima-Concorde           | +18"       |
| 4        | Sean Kelly          | Kas-Mavic                     | m. t.      |
| 5        | Steven Rooks        | PDM-Ultima-Concorde           | m. t.      |
| 6        | Marc Sergeant       | Hitachi                       | m. t.      |
| 7        | Charly Mottet       | Système U-Gitane              | m. t.      |
| 8        | Rudy Dhaenens       | PDM-Ultima-Concorde           | m. t.      |
| 9        | Gert-Jan Theunisse  | PDM-Ultima-Concorde           | m. t.      |
| 10       | Giuseppe Calcaterra | Atala-Ofmega                  | +3' 19"    |